# Lituania en los Juegos Paralímpicos de Sídney 2000
Lituania estuvo representada en los Juegos Paralímpicos de Sídney 2000 por un total de 17 deportistas, 14 hombres y tres mujeres.

## Medallistas
El equipo paralímpico lituano obtuvo las siguientes medallas:
| Nombre                                                                                    | Deporte   | Evento               |
| ----------------------------------------------------------------------------------------- | --------- | -------------------- |
| Oro                                                                                       |           |                      |
| —                                                                                         |           |                      |
| Plata                                                                                     |           |                      |
| Rolandas Urbonas                                                                          | Atletismo | Disco F12 masculino  |
| Arvydas Juchna Genrik Pavliukianec Marius Zibolis Egidijus Biknevičius Algirdas Montvydas | Golbol    | Torneo masculino     |
| Bronce                                                                                    |           |                      |
| Kęstutis Bartkėnas                                                                        | Atletismo | 5000 m T13 masculino |